# Hoffelt
Hoffelt (Luxemburgs: Houfelt) is een plaats in de gemeente Wincrange en het kanton Clervaux in Luxemburg.
Hoffelt telt 253 inwoners (2001).
In Hoffelt staat de Sint-Eligiuskerk.

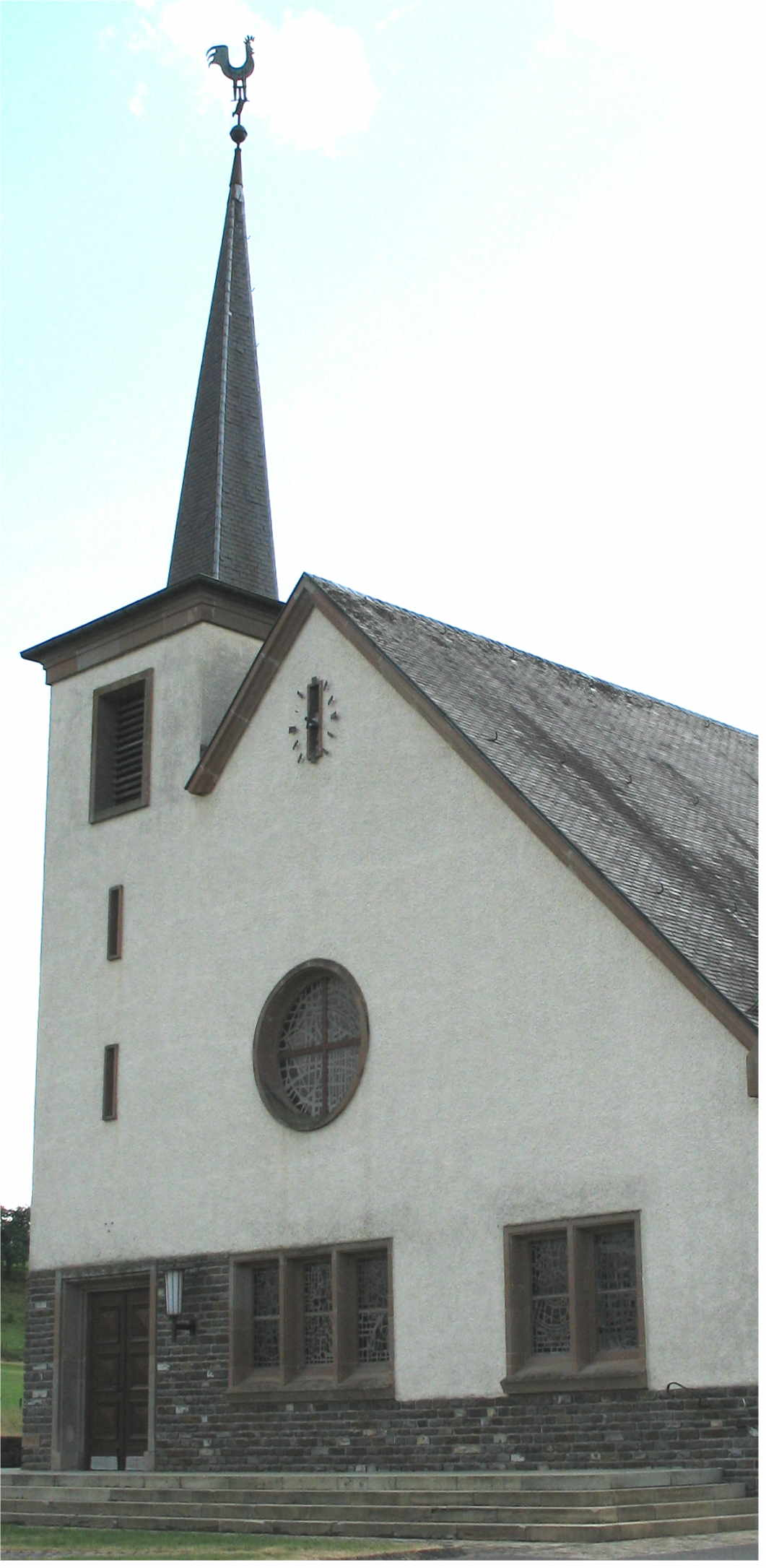
Kerk van Hoffelt
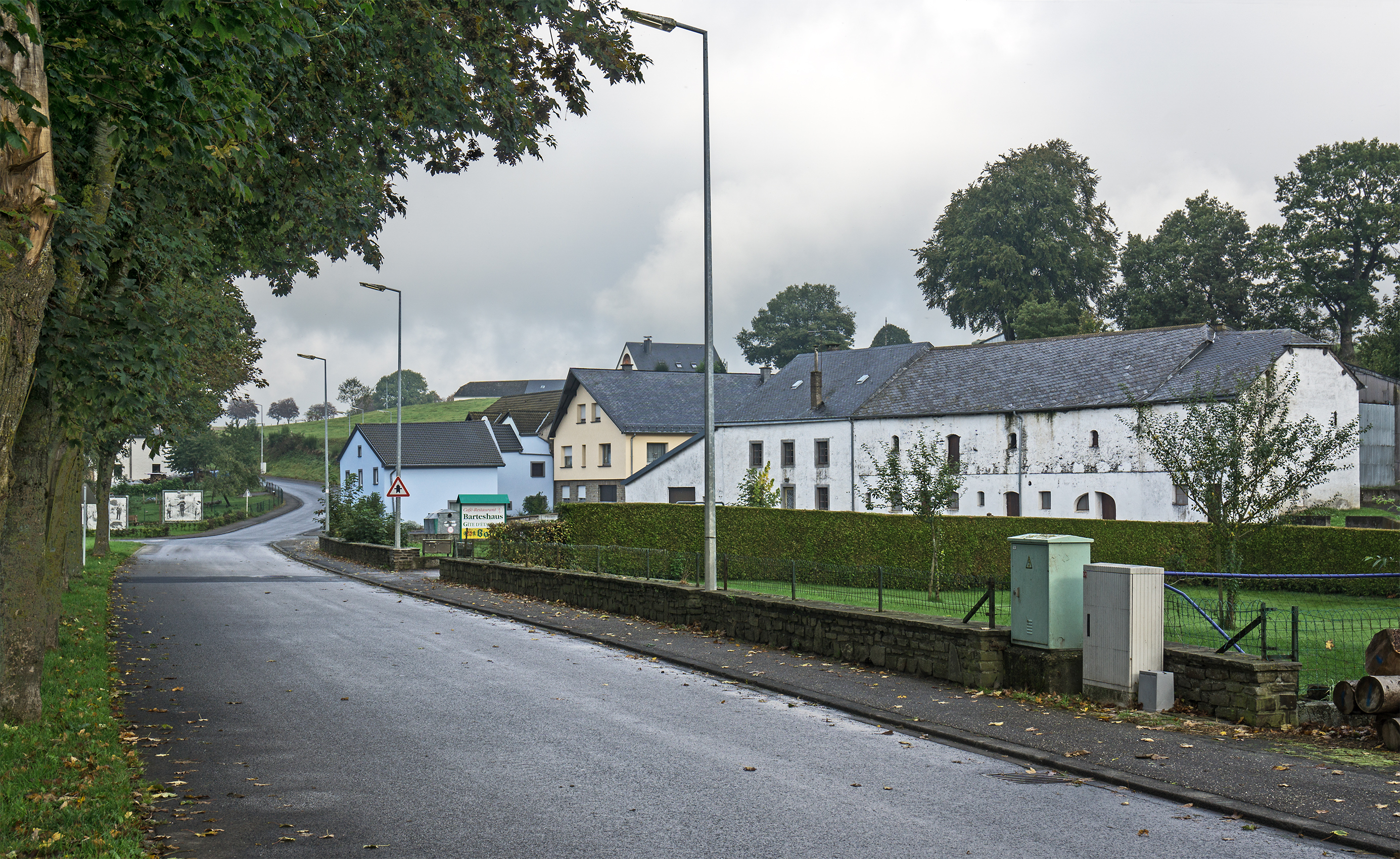
Hoofdstraat

Allerborn · Asselborn · Boevange · Boxhorn · Brachtenbach · Crendal · Deiffelt · Derenbach · Doennange · Hamiville · Hachiville · Hoffelt · Lentzweiler · Lullange · Niederwampach · Oberwampach · Rumlange · Sassel · Schimpach · Stockem · Troine · Wincrange

Luxemburgse gemeenten · Kanton Clervaux · Luxemburg